# Kuremäe
Kuremäe är en ort i Estland. Den ligger i Illuka kommun och landskapet Ida-Virumaa, i den östra delen av landet, 160 km öster om huvudstaden Tallinn. Kuremäe ligger 65 meter över havet och antalet invånare är 369.
Terrängen runt Kuremäe är platt, och sluttar österut. Runt Kuremäe är det mycket glesbefolkat, med 2 invånare per kvadratkilometer. Närmaste större samhälle är Jõhvi, 18,6 km norr om Kuremäe. I omgivningarna runt Kuremäe växer i huvudsak blandskog.